# مجموعة شركات سيب
مجموعة سيب ( S ociété d' E mboutissage de Bourgogne ) هو اتحاد شركات فرنسي كبير يقوم بإنتاج الأجهزة المنزلية الصغيرة ، وهو أكبر مصنع لأدوات الطهي في العالم. تشمل الأسماء التجارية البارزة المرتبطة بـ جروب سيب أول-كلاد و إموسا و كروبس و مولينكيس و روينتا و تيفال (بما في ذلك أو بي أتش نورديكا ) ومجموعة دبليو أم أف . وفقًا لموقع مجموعة شركات سيب، فقد واجهوا منافسة كبيرة من المنافسين الصينيين ذوي الأسعار المنخفضة، لكنهم تمكنوا من الحفاظ على مستوى مبيعات ثابت. يتم الآن تصنيع نسبة كبيرة من خطوط إنتاجها في الصين. يقع مقرها الرئيسي في إيكولي ، إحدى ضواحي ليون ، فرنسا. لديها عدد من الشركات التابعة مثل شركة All-Clad الأمريكية.